# Cixius hakonensis
Cixius hakonensis är en insektsart som beskrevs av Matsumura 1914. Cixius hakonensis ingår i släktet Cixius och familjen kilstritar. Inga underarter finns listade i Catalogue of Life.